# Blepharita hoenei
Blepharita hoenei là một loài bướm đêm trong họ Noctuidae.